# わ行う

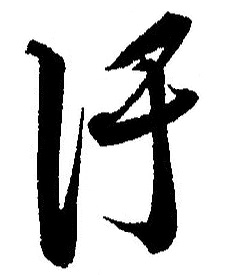
平假名

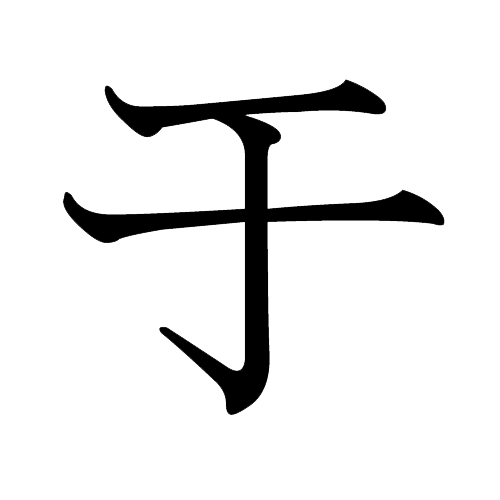
片假名于

平假名（𛄟）和片假名（𛄢）是日语的假名之一，又稱為，屬於わ行う段，由一个音节组成。原發音與わ行其他假名相同以/ɰᵝ/開頭，發為/ɰᵝɯᵝ/，後發音變為同う（/ɯᵝ/）。現代假名遣已廢止，只有在古代文献或人瑞的名字中才可能会用到。

## 字源
| 日語       | 字源                           |
| ---------- | ------------------------------ |
| 平假名「」 | 「汙」的草書。                   |
| 片假名「」 | 「宇」的下半部分；一說為「」。 |

## 歷史
1873年（明治6年），在契沖假名遣的基礎上制定歷史假名遣，為當時小學教科書所採用，並在社會上普及。除此之外類似的例子還有「𛀆」（や行い）與「𛀁」（や行え）。
後來や行い、や行え、わ行う的書寫漸漸轉為い、え、う。在1946年頒布的現代假名遣中廢止停用。
上方圖片中：
- 左圖：最左行為平假名わ行，自上而下第三個為平假名。
- 右圖：最左行為片假名わ行，自上而下第三個為片假名。

## 文字
從江戶時代到明治時代的期間、區分あ行う段 (u) 和わ行う段 (wu) 假名的人開始出現。字型會因文獻而有所差異。並不限於和。
以下都是為了填補五十音圖、或是表示特殊讀音的記號。在日常文章中不會使用。
- u
  - 傳統假名
    - う[3] (平假名)
    - [4] (「う」的變體假名。平假名)
    - [5] (「う」的變體假名。平假名)
    - ウ[3] (片假名)

  - 人工假名
    - [5] (「傴」的省劃。片假名)

- wu
  - 傳統假名
    - う[5] (平假名)
    - [6] (「う」的變體假名。平假名)
    - ウ[5] (片假名)
    - [3][7] (「ウ」的舊異體字。片假名)

  - 人工假名
    - う〻[8](加點的「う」。平假名)
    - [3] (「汙」的草書[1]。平仮名)
    - [3] (「紆」的草書。平假名)
    - [9] (「迂」的草書。平假名)
    - [10][11] (「卯」的草書。平假名)
    - ウ〻[8](加點的「ウ」。片假名)
    - [12] (「卯」の省劃。片假名)

這些用法在還沒扎根前就消失了。